# 克雷夸斯河畔卢瓦松
克雷夸斯河畔卢瓦松（法語：Loison-sur-Créquoise，法語發音：[lwazɔ̃ syʁ kʁekwaz]）是法国上法蘭西大區加来海峡省的一个市镇，位于该省西部，属于蒙特勒伊区。

## 地理
克雷夸斯河畔卢瓦松（50°26'21"N, 1°55'21"E）面积9.07 平方千米，位于法国上法蘭西大區加来海峡省，该省份为法国北部沿海省份，西北濒北海，南至索姆省，东临北部省。
与克雷夸斯河畔卢瓦松接壤的市镇（或旧市镇、城区）包括：圣德讷、博兰维尔、孔特、埃斯蒙、马朗拉、奥凡。

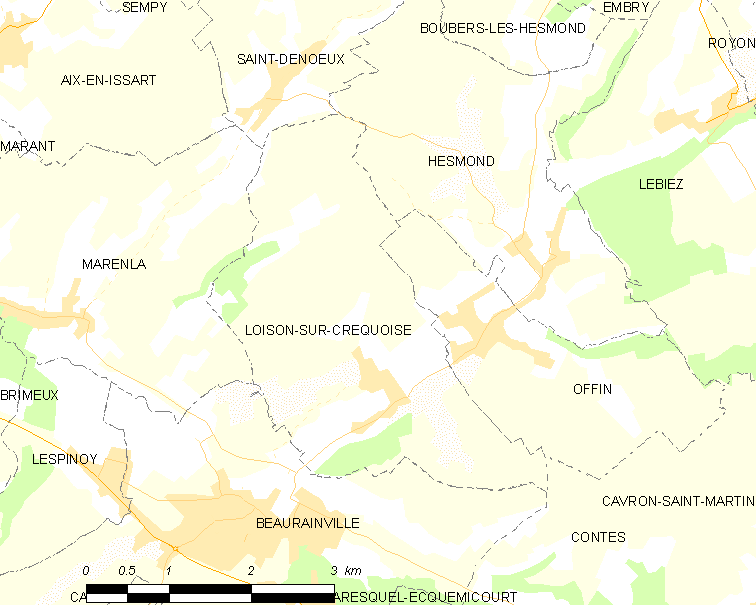
克雷夸斯河畔卢瓦松的OSM定位图

克雷夸斯河畔卢瓦松的时区为UTC+01:00、UTC+02:00（夏令时）。

## 行政
克雷夸斯河畔卢瓦松的邮政编码为62990，INSEE市镇编码为62522。

## 政治
克雷夸斯河畔卢瓦松所属的省级选区为欧克西堡县。

## 人口

1962-2008年间克雷夸斯河畔卢瓦松人口变化图示

克雷夸斯河畔卢瓦松于2022年1月1日时的人口数量为261人。